# Ignacy Delgado
Św. Ignacio Delgado (właściwie Clemente Ignacio Delgado y Cebrián) (ur. 23 listopada 1761 r. w Villafeliche, Saragossa (prowincja) w Hiszpanii – zm. 12 lipca 1838 r. w Nam Định w Wietnamie) – święty Kościoła katolickiego, dominikanin, misjonarz, biskup, męczennik.
Urodził się we wsi Villafeliche w prowincji Saragossa w Hiszpanii 23 listopada 1761 r. Został dominikaninem w wieku 19 lat. W wieku 25 lat przybył na misje do Manilii, gdzie kontynuował naukę. W 1787 r. przyjął święcenia kapłańskie. Do Wietnamu przybył razem z trzema innymi księżmi w końcu października 1790 r. Po kilku miesiącach nauki języka wietnamskiego wyznaczono go do pracy w seminarium duchownym. Po kilku latach został mianowany biskupem koadiutorem Wschodniego Tonkinu. Podczas prześladowań został w końcu maja 1838 r. aresztowany i zamknięty w małej klatce. Stracono go przez ścięcie 12 lipca 1838 r.
Dzień wspomnienia: 24 listopada w grupie 117 męczenników wietnamskich.
Beatyfikowany 27 maja 1900 r. przez Leona XIII. Kanonizowany przez Jana Pawła II 19 czerwca 1988 r. w grupie 117 męczenników wietnamskich.